# Ratchet & Clank: En busca del tesoro
Ratchet & Clank: En busca del tesoro (conocido como Ratchet & Clank Future: Quest for Booty en la mayoría de regiones) es un videojuego de plataformas y acción-aventura desarrollado por Insomniac Games y distribuido por Sony Computer Entertainment para PlayStation 3. El videojuego fue lanzado mediante descarga digital en PlayStation Store a partir del 21 de agosto de 2008 en Europa, Estados Unidos, Japón y Australia. Posteriormente, se anunció su lanzamiento en formato Blu-Ray, el cual se produjo el 12 de septiembre de 2008 en Europa.
Se trata de la secuela de Ratchet & Clank: Armados hasta los dientes, el primer videojuego de la serie Ratchet & Clank desarrollado para PlayStation 3. La historia continúa los sucesos vistos en la entrega precedente, mientras Ratchet busca a su compañero Clank, el cual se encuentra raptado, sufre un abordaje por parte de piratas espaciales, viéndose involucrado en la búsqueda de un tesoro escondido en la galaxia. El título es considerablemente más corto que las entregas anteriores, por este motivo se ha distribuido de forma digital y a un precio menor. Se mantiene el sistema de juego visto en los anteriores videojuegos, mezclando plataformas y momentos de acción y disparos, introduciendo pequeñas novedades como la presencia de zonas oscuras que el jugador deberá iluminar para evitar la emboscada de los enemigos presentes en ellas.